# Sabanejewia balcanica
Câra (Sabanejewia balcanica) este o specie de pește din genul Sabanejewia, familia Cobitidae. Este răspândit în România, Bulgaria, Rusia, Ucraina, Polonia și Bosnia și Herțegovina, trăind pe cursul superior al apelor curgătoare.